# Venera pred ogledalom
Venera pred ogledalom, ali Rokeby Venera (znana tudi kot Venerina toaleta, Venera in Kupid; špansko La Venus del espejo) je slika Diega Velázqueza, vodilnega umetnika španske zlate dobe. Delo, dokončano med letoma 1647 in 1651 in verjetno naslikano med umetnikovim obiskom Italije, prikazuje boginjo Venero v čutni pozi, ki leži na postelji s hrbtom obrnjeno proti gledalcu, in gleda v ogledalo, ki ga drži rimski bog ljubezni, njen sin Kupid. Slika je v Narodni galeriji v Londonu.
Številna dela, od antičnih do baročnih, so bila navedena kot viri navdiha za Velázqueza. Gole Venere italijanskih slikarjev, kot sta Giorgionejeva Speča Venera (ok. 1510) in Tizianova Urbinska Venera (1538), so bile glavni precedens. V tem delu je Velázquez združil dve ustaljeni postavi Venere: ležečo na kavču ali postelji in gledanje v ogledalo. Pogosto jo opisujejo, kot da se gleda v ogledalu, čeprav je to fizično nemogoče, saj lahko gledalci vidijo njen obraz, ki se odraža v njihovi smeri. Ta pojav je znan kot Venerin učinek. Na več načinov slika predstavlja slikovni odmik, s svojo osrednjo uporabo ogledala in ker prikazuje Venerino telo, obrnjeno stran od opazovalca slike.
Venera pred ogledalom je edini ohranjeni Velázquezov ženski akt. Akti so bili izjemno redki v španski umetnosti 17. stoletja, ki so jo aktivno nadzorovali člani španske inkvizicije. Kljub temu so akte tujih umetnikov vneto zbirali dvorni krogi in ta slika je bila obešena v hišah španskih dvorjanov do leta 1813, ko so jo prinesli v Anglijo, da bi visela v parku Rokeby v Yorkshiru. Leta 1906 je sliko kupil National Art Collections Fund za Narodno galerijo v Londonu. Čeprav ga je leta 1914 napadla in močno poškodovala kanadska sufražetka Mary Richardson, so jo kmalu v celoti obnovili in vrnili na ogled.

## Opis
Venera pred ogledalom prikazuje rimsko boginjo ljubezni, lepote in plodnosti, ki ležerno leži na svoji postelji, s hrbtom obrnjena proti gledalcu – v antiki je bila upodobitev Venere od zadaj pogost vizualni in literarni erotični motiv – in njena kolena pokrčena. Prikazana je brez mitoloških pripomočkov, ki so običajno vključeni v upodobitve prizora; nakit, vrtnice in mirta so odsotni. Za razliko od večine prejšnjih upodobitev boginje, ki jo prikazujejo s svetlimi lasmi, je Velázquezova Venera rjavolaska. Žensko figuro lahko prepoznamo kot Venero zaradi prisotnosti njenega sina Kupida.
Venera gleda v ogledalo, ki ga drži Kupid, ki je brez svojega običajnega loka in puščic. Ko je bilo delo prvič popisano, je bilo opisano kot 'gola ženska', verjetno zaradi njene kontroverzne narave. Venera gleda navzven na gledalca slike skozi svojo odbito podobo v ogledalu. Vendar je slika zamegljena in razkriva le nejasen odsev njenih obraznih značilnosti; odsevna slika glave je veliko večja, kot bi bila v resnici. Kritičarka Natasha Wallace je špekulirala, da je Venerin nerazločen obraz morda ključ do osnovnega pomena slike, saj »ni mišljena kot poseben ženski akt, niti kot portret Venere, temveč kot podoba samo- vsrkana lepota.« Wallace pravi: »Na obrazu ali sliki ni nič duhovnega. Klasično okolje je izgovor za zelo materialno estetsko spolnost – ne seks kot tak, temveč spoštovanje lepote, ki spremlja privlačnost.«
Prepletajoči se roza svileni trakovi so prevlečeni čez ogledalo in se zvijajo čez njegov okvir. Funkcija traku je bila predmet številnih razprav umetnostnih zgodovinarjev; predlogi vključujejo aluzijo na okove, ki jih je Kupid uporabljal za vezanje ljubimcev, da so bile uporabljene za obešanje ogledala in da so bile uporabljene za zavezovanje oči Veneri nekaj trenutkov pred tem. Kritik Julián Gallego je ugotovil, da je Kupidov izraz obraza tako melanholičen, da trakove interpretira kot okove, ki vežejo boga na podobo Lepote, in dal sliki naslov Amor, ki ga je premagala Lepota.
Gube posteljnine odsevajo fizično obliko boginje in so upodobljene tako, da poudarijo ostre obline njenega telesa. V kompoziciji so uporabljeni predvsem odtenki rdeče, bele in sive, ki so uporabljeni tudi v Venerini koži; čeprav je bil učinek te preproste barvne sheme zelo hvaljen, je nedavna tehnična analiza pokazala, da je bila siva ponjava prvotno 'globoko slezasta', ki je zdaj zbledela. Luminescentne barve, uporabljene v Venerini koži, nanesene z »gladkim, kremastim, mešanim ravnanjem«, so v nasprotju s temno sivimi in črnimi barvami svile, na kateri leži, in z rjavo barvo stene za njenim obrazom.
Venera pred ogledalom je edini ohranjeni Velázquezov akt, vendar so v španskih inventarjih iz 17. stoletja zabeleženi še trije umetnikovi akti. Dva sta bila omenjena v kraljevi zbirki, vendar sta se morda izgubila v požaru leta 1734, ki je uničil glavno kraljevo palačo v Madridu. Še eno je bilo zabeleženo v zbirki Dominga Guerra Coronela. Ti zapisi omenjajo 'ležečo Venero', Venero in Adonisa ter Psihe in Kupida.
Čeprav se domneva, da je bilo delo naslikano iz življenja, je identiteta modela predmet številnih ugibanj. V takratni Španiji je bilo sprejemljivo, da so umetniki za študij najemali moške gole modele; vendar je bila uporaba ženskih golih modelov zavrnjena. Slika naj bi bila narejena med enim od Velázquezovih obiskov v Rimu, Prater pa je opazil, da je umetnik v Rimu »res živel precej osebno svobodno, kar bi bilo v skladu s predstavo o uporabi živega golega ženskega modela.« Trdili so, da slika prikazuje ljubico, ki jo je imel Velázquez v Italiji in ki naj bi rodila njegovega otroka. Drugi so trdili, da je model enak kot v Kronanju Device in Las Hilanderas, tako v Muzeju Prado, kot tudi v drugih delih.
Lika tako Venere kot Kupida sta bila med postopkom slikanja bistveno spremenjena, kar je rezultat umetnikovih popravkov prvotno naslikanih kontur. Pentimentije lahko vidimo v Venerini dvignjeni roki, v položaju njene leve rame in na njeni glavi. Infrardeča razkriva, da je bila prvotno prikazana bolj pokončno z glavo obrnjeno v levo. Območje na levi strani slike, ki se razteza od Venerinega levega stopala do leve noge in Kupidovega stopala, je očitno nedokončano, vendar je ta element viden na mnogih drugih Velázquezovih delih in je bil verjetno namerno. Slika je bila v letih 1965–66 temeljito očiščena in restavrirana, kar je pokazalo, da je v dobrem stanju in z zelo malo barve, ki so jo kasneje dodali drugi umetniki, v nasprotju s tem, kar so trdili nekateri prejšnji pisci.

## Zapuščina
Delno zato, ker je bil spregledan do sredine 19. stoletja, Velázquez ni našel privržencev in ni bil veliko posneman. Predvsem njegove vizualne in strukturne inovacije v tej upodobitvi Venere drugi umetniki niso razvili do nedavnega, predvsem zaradi cenzure dela. Slika je ostala v nizu zasebnih prostorov v zasebnih zbirkah, dokler ni bila leta 1857 razstavljena na razstavi Manchester Art Treasures, skupaj s 25 drugimi slikami, za katere se vsaj trdi, da jih je napisal Velázquez; tukaj je postala znana kot Rokeby Venera. Zdi se, da ga drugi umetniki niso kopirali, gravirali ali kako drugače reproducirali do tega obdobja. Leta 1890 je bila razstavljena v Kraljevi akademiji v Londonu, leta 1905 pa pri gospodih Agnews, trgovcih, ki so jo kupili od Morritta. Od leta 1906 je bila zelo vidna v Narodni galeriji, z reprodukcijami pa je postala znana po svetu. Splošni vpliv slike je bil torej precej zakasnjen, čeprav bi jo lahko posamezni umetniki občasno videli skozi njeno zgodovino.
Slika ni bila vsesplošno sprejeta kot Velázquezovo delo pri ponovni predstavitvi javnosti. Umetnik William Blake Richmond je v predavanju na Kraljevi akademiji leta 1910 trdil, da »dva pigmenta, uporabljena na sliki, v času Velasqueza nista obstajala.« Kritik James Grieg je domneval, da jo je naslikal Anton Raphael Mengs - čeprav je našel le malo podpore za svojo idejo - in obstajala je resnejša razprava o možnosti Velázquezovega zeta in učenca Juana del Maza kot umetnika.
Velázquezov portret je uprizoritev zasebnega trenutka intimnosti in dramatičen odmik od klasičnih upodobitev spanja in intimnosti v delih iz antike in beneške umetnosti, ki prikazujejo Venero. Vendar pa je preprostost, s katero Velázquez prikaže ženski akt – brez nakita ali katerega koli običajnega dodatka boginje – med drugim odmevala v poznejših študijah akta Ingresa, Maneta in Baudryja. Poleg tega je bila Velázquezova upodobitev Venere kot ležečega akta, gledanega od zadaj, pred tem časom redkost, čeprav so to pozo naslikali številni kasnejši umetniki.  Manet je v svoji ostri ženski upodobitvi Olimpije parafraziral Rokeby Venero v pozi in tako, da je predlagal osebnost prave ženske in ne eterične boginje. Olympia je šokirala pariški svet umetnosti, ko je bila prvič razstavljena leta 1863.

## Vandalizem, 1914
10. marca 1914 je sufražetka Mary Richardson vstopila v Narodno galerijo in se z nožem za meso lotila Velázquezovega platna. Njeno dejanje je navidezno izzvala aretacija sufražetke Emmeline Pankhurst prejšnji dan, čeprav so bila prej opozorila o načrtovanem napadu sufražetk na zbirko. Richardsonova je na sliki pustil sedem poševnic, kar je še posebej poškodovalo predel med rameni figure. Vse pa je uspešno popravil glavni restavrator Narodne galerije Helmut Ruhemann.
Richardsonova je bila obsojena na šest mesecev zapora, kar je najvišja dovoljena kazen za uničenje umetniškega dela. Richardsonova je kmalu zatem v izjavi za Socialno in politično zvezo žensk pojasnila: »Poskušala sem uničiti sliko najlepše ženske v mitološki zgodovini kot protest proti vladi, ker je uničila gospo Pankhurst, ki je najlepši lik v moderni zgodovini.« V intervjuju iz leta 1952 je dodala, da ji ni všeč, »kako so moški obiskovalci zijali vanjo ves dan«.
Feministična pisateljica Lynda Nead je opazila: »Incident je postal simbol posebnega dojemanja feminističnega odnosa do ženskega akta; v nekem smislu je začel predstavljati specifično stereotipno podobo feminizma na splošno.« Sodobna poročila o incident razkrivajo, da na sliko niso gledali zgolj kot na umetniško delo. Novinarji so napad ocenjevali kot umor (Richardsonova je dobila vzdevek Slasher Mary) in uporabljali besede, ki so pričarale rane na dejanskem ženskem telesu, ne pa na slikovni predstavitvi ženskega telesa. Časopis Times je opisal »kruto rano na vratu«, kot tudi ureznine na ramenih in hrbtu.